# Meister von Buli

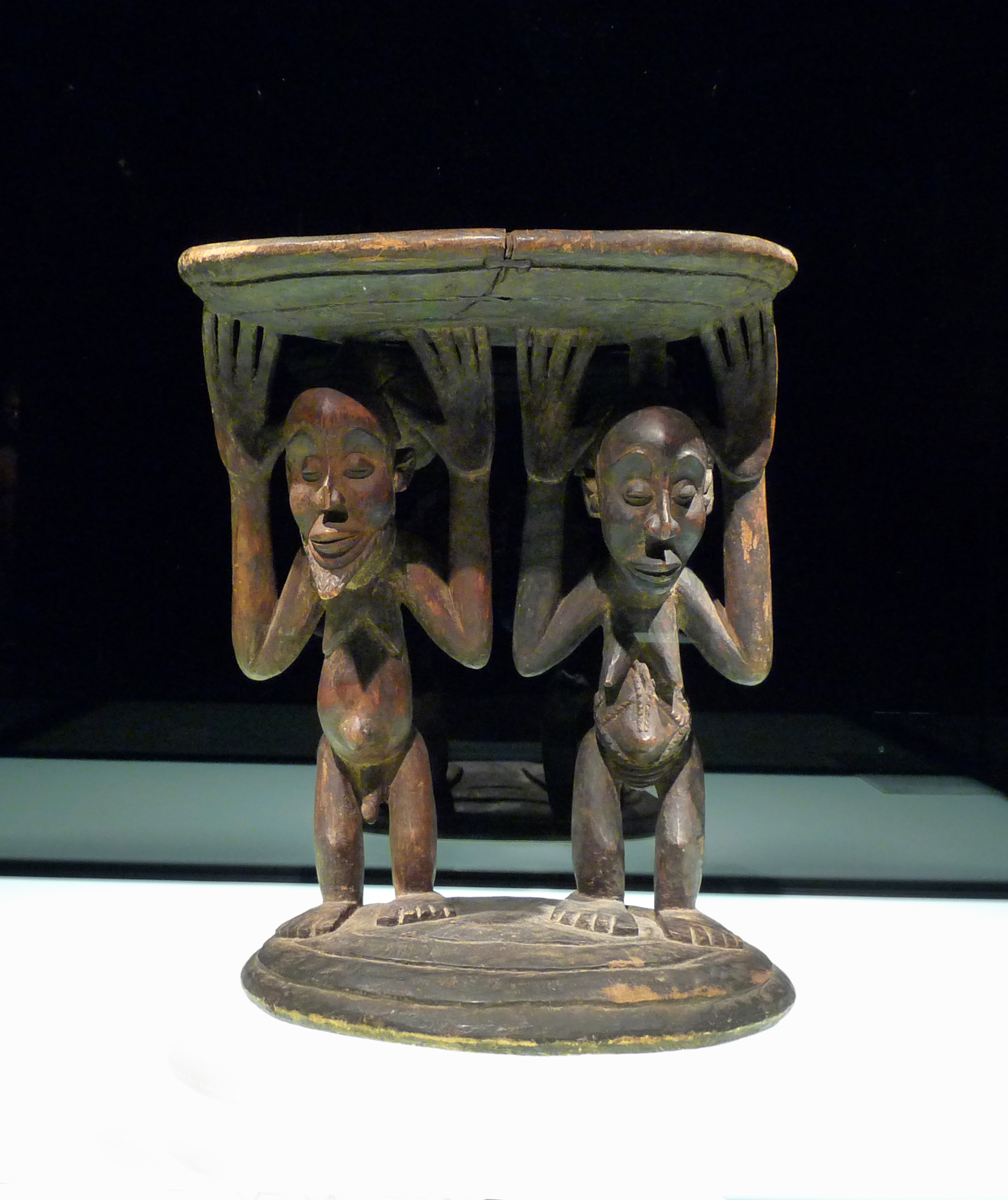
Karyatidenhocker des Meisters von Buli im Ethnologischen Museum Berlin.

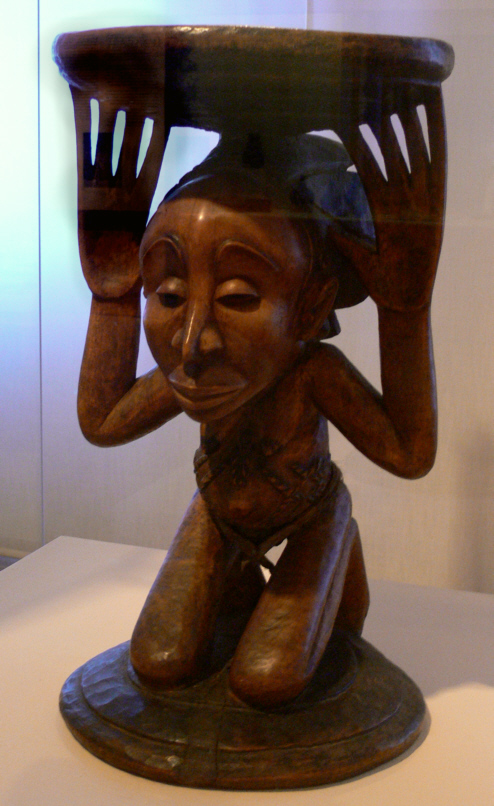
Thronhocker des Meisters von Buli oder seiner Schule im Linden-Museum Stuttgart.

Als Meister von Buli, Buli-Meister oder Buli-Werkstatt werden der oder die Schöpfer einer kleinen Anzahl von Skulpturen und geschnitzten Gegenständen aus dem Kulturkreis der Luba bezeichnet, die sich durch einen charakteristischen Stil auszeichnen. Diese Objekte zählen zu den berühmtesten Werken afrikanischer Kunst.

## Ursprung der Bezeichnung
Viele afrikanische Kunstwerke, die sich heute in Völkerkundesammlungen befinden, wurden im späten 19. und frühen 20. Jahrhundert vor Ort in Afrika ohne detaillierte Dokumentation gesammelt. Dies hat unter anderem zur Folge, dass nur für wenige afrikanische Objekte aus oder vor dieser Zeit der Schöpfer namentlich bekannt ist. In den 1930er Jahren hat Frans Olbrechts vom Koninklijk Museum voor Midden-Afrika in Tervuren erstmals versucht, eine kleine Objekt-Gruppe einem einzelnen Künstler zuzuweisen. Nach dem Ort, in dem einige dieser Objekte gesammelt wurden, wird dieser mit dem Notnamen Meister von Buli bezeichnet. Da bis heute umstritten ist, ob es sich dabei um nur einen Schnitzer oder mehrere Schnitzer einer Werkstatt handelte, ist auch die Bezeichnung Buli-Werkstatt üblich.

## Beschreibung der Objekte
Bei den Werken handelt es sich, wie für afrikanische Kunst typisch, um aus einem Stück Holz geschnitzte Skulpturen oder verzierte Gebrauchsgegenstände (Karyatidenhocker, Gefäße, Kopfstützen). Der Stil des Meisters von Buli zeichnet sich durch besonders gelängte Formen der Gesichter und der Hände aus. Der Meister von Buli wird meist den Luba-Völkern zugeordnet, ist aber auch von den Hemba beeinflusst.

## Bedeutung auf dem Kunstmarkt
Objekte des Meisters von Buli werden nur selten auf dem Kunstmarkt angeboten und gehören dann zu den teuersten Objekten afrikanischer Kunst. Der 1979 vom Metropolitan Museum of Art erworbene Hocker erreichte den damaligen Rekord für ein afrikanisches Kunstwerk. 2010 wurde wieder ein Hocker des Meisters von Buli versteigert, sein Preis von 4,8 Millionen Euro ist derzeit der zweithöchste jemals erzielte Auktionspreis für ein afrikanisches Kunstwerk (Dezember 2010).

## Werke (Auswahl)
Werke, die dem Meister von Buli zugeordnet werden, finden sich unter anderem in folgenden Sammlungen:

### Figur, die ein Gefäß hält
- Koninklijk Museum voor Midden-Afrika, Tervuren[4]
- Privatsammlung[5]

### Karyatidenhocker (von einer hockenden Person getragen)
- British Museum, London[6]
- Metropolitan Museum of Art, New York[5][7]
- Linden-Museum, Stuttgart[8]
- Museum für Völkerkunde zu Leipzig[3]
- Privatsammlung[2]

### Karyatidenhocker (von einer stehenden Person getragen)
- Irma Stern Museum, Kapstadt[5][9]

### Karyatidenhocker (von zwei stehenden Personen getragen)
- Ethnologisches Museum, Berlin[10]

### Kopfstütze
- Privatsammlung[1]

### Stehende Figur
- Ethnologisches Museum, Berlin[10]
- Sammlung Dres. Daniel und Marian Malcolm[1][5]
- Privatsammlung (Beine der Figur nicht erhalten)[5]